# Osprynchotus pulcherrimus
Osprynchotus pulcherrimus là một loài tò vò trong họ Ichneumonidae.